# Прва лига Црне Горе у фудбалу за жене
Прва лига Црне Горе у фудбалу за жене, позната под скраћеницом 1ЖФЛ, највише је фудбалско такмичење за жене у Црној Гори, у организацији Фудбалског савеза Црне Горе.
Прво такмичење за жене настало је 2008. године под називом Трофеј ФСЦГ, а лига је основана 2011.
Прву титулу освојио је Економист, који је освојио четири титуле заредом без пораза од сезоне 2011. до 2015. док је рекордер Брезница са девет титула. Најубједљивију побједу остварила је Палма, која је побиједила Рибницу 28 : 0 у сезони 2011/12. док је Економист побиједио Цветекс 27 : 0 у сезони 2013/14. Маша Томашевић је постигла 52 гола у сезони 2023/24.

## Историја

### 2008—2011: Почеци и Трофеј ФСЦГ
Такмичења у женском фудбалу организована су у основним и средњим школама, а 2003. године је средња угоститељско економска школа из Никшића освојила првенство средњих школ у Србији и Црној Гори побиједивши у финалу Машинац из Ниша. Први женски фудбалски клуб у Црној Гори основан је 2006. године, након чега је основано још неколико клубова.
Прво такмичење организовано је 2009. године под називом Трофеј ФСЦГ, у којем су утакмице трајале 60 минута и тимови су имали право на седам измјена. Утакмице су игране у априлу и мају 2009. године, учествоваа су четири клуба, играно је шест кола, а титулу је освојила Палма са свих шест побједа. У октобру је почела сезона 2009/10. у којој је учествовало шест клубова, завршена је у мају 2010. а титулу је поново освојила Палма. У сезони 2010/11. учествовало је такође шест клубова, а титулу је освојио Економац из Никшића.

### 2011—: Оснивање лиге и доминација Брезнице
На јесен 2011. организована је лига за жене по први пут, учествовало је шест клубова, у трећем колу је Палма као гост побиједила Рибницу 26 : 0, у деветом колу је Економист као гост побиједио Рибницу 24 : 0, док је у осмом колу Палма као гост побиједила Рибницу 28 : 0. Пред међусобну утакмицу у последњем колу, Економист и Палма су имали исто број бодова, а у последњем колу је Економист побиједио Палму 8 : 0 и освојио је титулу. У сезони 2012/13. Економист је освојио титулу са свих десет побједа, са 128 датих и једним примљеним голом. У сезони 2013/14. учествовало је седам клубова, играло се трокружним бод системом, Економист је оставио свих 18 побједа, уз постигнутих 252 гола и са једним примљеним, а на 12 утакмица је постигао преко десет голова, док је у 14 колу побиједио Цветекс 27 : 0. У сезони 2014/15. учествовало је осам клубова, играло се двокружним бод системом, Економист је освојио титулу са свих 14 побједа, са 127 постигнутих и три примљена гола, чиме је освојио четврту титулу заредом, забиљеживши у четири сезоне само један реми.
У сезони 2015/16. учествовало је седам клубова, играло се двокружним бод системом, Брезница и Економист су имали исти број бодова, али је титулу освојила Брезница због бољег међусобног дуела, након што је побиједила 3 : 0 у гостима, уз реми 1 : 1 кући. На крају сезоне, три фудбалерке Брезнице су биле на прва три мјеста листе стријелаца, од чега су Татјана Бојат и Маријана Јанков постигле по 21 гол, а Биљана Вранеш 19. Током 2016. Палма је промијенила назив у Будућност, али није почела поново да се такмичи у лиги. У сезони 2016/17. учествовала су четири клуба, титулу је освојила Брезница са девет бодова испред Економиста, док су у сезони 2017/18. такође учествовала су четири клуба, титулу је поново освојила Брезница са девет бодова испред Економиста, а на првих пет мјеста листе стријелаца су биле фудбалерке Брезнице, од чега је најбољи стријелац била Маријана Јанков са 14 голова. У сезони 2018/19. учествовало је седам клубова, титулу је освојила Брезница са 12 бодова испред Будућности која је поново почела да се такмичи и Економиста. Најбољи стријелац била је фудбалерка Брезнице Анђела Тошковић са 30 голова, док је Маријана Јанков постигла 29. Такмичење у сезони 2019/20. почело је шест клубова али је сезона прекинута у марту, послије 12 кола због пандемије ковида 19. Сезона је настављена крајем маја, а у 14. колу је Будућност побиједила Брезницу 4 : 3, гол за побједу је постигла голманка Будућности Анастасија Крстовић у 90. минуту, а то је био први пораз Брезнице након пет година. Послије осам одиграних кола од наставка и укупно 20 одиграних кола у сезони, сва такмичења у Црној Гори су поново прекинута и остварена табела послије 20 кола је проглашена за коначну, а титулу је освојила Брезница три бода испред Будућности. Јелена Вујадиновић је била најбољи стријелац са 35 голова.
У сезони 2020/21. учествовало је пет клубова, играло се четворокружним бод системом, свако са сваким кући и на страни по четири пута. На крају првенства, Брезница и Будућност су имали исти број бодова, прве двије утакмице су завршене неријешено, Брезница је побиједила у трећој утакмици у гостима 2 : 0, док је у последњој утакмици Будућност побиједила 1 : 0 у гостима али је титулу освојила Брезница због бољег међусобног скора. Најбољи стријелци биле су фудбалерке Брезнице Анђела Тошковић са 32 и Јелена Карличић са 31 голом. У сезони 2021/22. учествовала су четири клуба, играло се четворокружним бод системом, свако са сваким кући и на страни по четири пута. Титулу је освојила Брезница 12 бодова испред Даниловграда, а најбољи стријелац била је Минела Гачаница која је постигла 21 гол. У сезони 2022/23. учествовало је шест клубова, играло се четворокружним бод системом, свако са сваким кући и на страни по четири пута. Титулу је освојила Брезница 16 бодова испред Будућности, а најбољи стријелац била је Милица Шебек из Брезнице која је постигла 30 голова. У сезони 2023/24. такође је учествовало шест клубова и играло се четворокружним бод системом. У 13. колу, Брезница је у гостима побиједила Зору Спуж 26 : 0, након чега је у 15. колу Будућност у гостима побиједила Зору 20 : 0, на утакмици на којој је Маша Томашевић постигла осам голова. У 17. колу, Будућност је побиједила Цветекс 23 : 0, на утакмици на којој је Ангелина Дрешај постигла десет голова, а Маша Томашевић девет. У утакмици последњег, 20. кола, Будућност је побиједила Зору 15 : 0, а Маша Томашевић је постигла седам голова. Титулу је освојила Брезница девет бодова испред Будућности, а најбољи стријелац је била Маша Томашевић из Будућности са 52 гола, док је Ангелина Дрешај из Будућности постигла 42, а Јелена Петровић из Брезнице 41 гол. У сезони 2024/25. учествовало је девет клубова и играло се трокружним бод системом. У 1. колу, Будућност је побиједила Горицу 19 : 0, у утакмици на којој је Маша Томашевић постигла осам голова, док је Економист као гост побиједио Адреналин 24 : 0, у утакмици на којој је Дарија Чижек постигла девет голова, а Нађа Докнић осам. У 3. колу, Будућност је побиједила Цветекс 22 : 0, у утакмици на којој је Ангелина Дрешај постигла десет голова, а Николина Цаковић седам.

## Клубови у сезони 2024/25.
| Клуб         | Мјесто      | Стадион                      |
| ------------ | ----------- | ---------------------------- |
| Адреналин    | Котор       | Стадион под Врмцем           |
| Будућност    | Подгорица   | Помоћни стадион ФК Будућност |
| Брезница     | Пљевља      | Градски стадион              |
| Горица       | Тузи        | Тренинг камп ФК Будућност    |
| Економист    | Никшић      | Помоћни стадион ФК Сутјеска  |
| Зора         | Даниловград | Стадион ФК Ком               |
| Иларион      | Зета        | Више стадиона                |
| Младост 2015 | Подгорица   | Помоћни стадион ОФК Титоград |
| Цветекс      | Беране      | Градски стадион              |

## Прваци
Трофеј ФСЦГ
| Сезона   | Првак     | Друго мјесто | Треће мјесто |
| -------- | --------- | ------------ | ------------ |
| 2008/09. | Палма     | Економист    | Пристан      |
| 2009/10. | Палма     | Економист    | Пристан      |
| 2010/11. | Економист | Спорт уно    | Пристан      |

Прва лига Црне Горе
| Сезона   | Првак         | Друго мјесто | Треће мјесто |
| -------- | ------------- | ------------ | ------------ |
| 2011/12. | Економист     | Палма        | Пристан      |
| 2012/13. | Економист (2) | Подгорица    | Спорт уно    |
| 2013/14. | Економист (3) | Брезница     | Палма        |
| 2014/15. | Економист (4) | Брезница     | Палма        |
| 2015/16. | Брезница      | Економист    | Обилић       |
| 2016/17. | Брезница (2)  | Економист    | Младост 2015 |
| 2017/18. | Брезница (3)  | Економист    | Младост 2015 |
| 2018/19. | Брезница (4)  | Будућност    | Економист    |
| 2019/20. | Брезница (5)  | Будућност    | Економист    |
| 2020/21. | Брезница (6)  | Будућност    | Економист    |
| 2021/22. | Брезница (7)  | Даниловград  | Економист    |
| 2022/23. | Брезница (8)  | Будућност    | Економист    |
| 2023/24. | Брезница (9)  | Будућност    | Економист    |

### Успјешност клубова
| Клуб        | Првак | Други | Првак сезоне                                                                    | Другопласирани сезоне                                |
| ----------- | ----- | ----- | ------------------------------------------------------------------------------- | ---------------------------------------------------- |
| Брезница    | 9     | 2     | 2015/16, 2016/17, 2017/18, 2018/19, 2019/20, 2020/21, 2021/22, 2022/23, 2023/24 | 2013/14, 2014/15                                     |
| Економист   | 4     | 3     | 2011/12, 2012/13, 2013/14, 2014/15                                              | 2015/16, 2016/17, 2017/18                            |
| Будућност   | 0     | 6     | -                                                                               | 2011/12, 2018/19, 2019/20, 2020/21, 2022/23, 2023/24 |
| Подгорица   | -     | 1     | —                                                                               | 2012/13                                              |
| Даниловград | -     | 1     | —                                                                               | 2021/22                                              |

## Укупна табела
Од сезоне 2011/12. када је основана лига. Ажурирано послије сезоне 2023/24. Клубови који се такмиче у сезони 2024/25. су подебљани.
| Поз. | Клуб              | Мјесто      | Сез. | Игр. | Поб. | Нер. | Пор. | ГД   | ГП   | ГР    | Бод.    | НП. |
| ---- | ----------------- | ----------- | ---- | ---- | ---- | ---- | ---- | ---- | ---- | ----- | ------- | --- |
| 1.   | Брезница          | Пљевља      | 11   | 172  | 147  | 13   | 12   | 1142 | 108  | +1034 | 454     | 1   |
| 2.   | Економист         | Никшић      | 13   | 193  | 127  | 14   | 52   | 1057 | 269  | +788  | 395     | 1   |
| 3.   | Будућност         | Подгорица   | 5    | 93   | 71   | 6    | 16   | 576  | 100  | +476  | 219     | 2   |
| 4.   | Младост 2015      | Подгорица   | 9    | 141  | 46   | 11   | 84   | 260  | 498  | -238  | 149     | 3   |
| 5.   | Подгорица         | Подгорица   | 3    | 42   | 28   | 2    | 12   | 234  | 119  | +115  | 86      | 2   |
| 6.   | Обилић            | Херцег Нови | 4    | 63   | 24   | 6    | 33   | 114  | 166  | -52   | 78      | 3   |
| 7.   | Цветекс           | Беране      | 9    | 150  | 17   | 9    | 124  | 113  | 1071 | -958  | 60      | 4   |
| 8.   | Пристан           | Бар         | 4    | 52   | 16   | 3    | 33   | 134  | 270  | -136  | 50 (-1) | 4   |
| 9.   | Спорт уно         | Бијело Поље | 2    | 20   | 10   | 1    | 9    | 82   | 83   | -1    | 31      | 3   |
| 10.  | Зора              | Даниловград | 2    | 20   | 6    | 5    | 29   | 30   | 239  | -209  | 23      | 5   |
| 11.  | Даниловград       | Даниловград | 1    | 12   | 6    | 3    | 3    | 17   | 21   | -4    | 21      | 2   |
| 12.  | Седмица           | Подгорица   | 1    | 18   | 6    | 3    | 9    | 21   | 57   | -36   | 21      | 5   |
| 13.  | Ловћен            | Цетиње      | 3    | 38   | 6    | 2    | 30   | 38   | 243  | -205  | 19 (-1) | 5   |
| 14.  | Улцињ             | Улцињ       | 2    | 28   | 3    | 3    | 22   | 29   | 210  | -181  | 12      | 3   |
| 15.  | Брсково           | Мојковац    | 1    | 14   | 4    | 1    | 9    | 21   | 44   | -23   | 12 (-1) | 6   |
| 16.  | Дурмитор          | Жабљак      | 2    | 20   | 2    | 0    | 18   | 29   | 189  | -160  | 5 (-1)  | 5   |
| 17.  | Сјеверна звијезда | Бијело Поље | 1    | 12   | 1    | 1    | 10   | 14   | 67   | -53   | 3 (-1)  | 6   |
| 18.  | Рибница           | Подгорица   | 1    | 10   | 0    | 0    | 10   | 2    | 134  | -132  | -2 (-2) | 6   |
| 19.  | Иларион           | Зета        | 0    | 0    | 0    | 0    | 0    | 0    | 0    | 0     | 0       | 0   |
| 20.  | Горица            | Тузи        | 0    | 0    | 0    | 0    | 0    | 0    | 0    | 0     | 0       | 0   |
| 21.  | Адреналин         | Котор       | 0    | 0    | 0    | 0    | 0    | 0    | 0    | 0     | 0       | 0   |